# Вище Радуги
«Вище Радуги» (рос. «Выше Радуги», «Вище за Радугу») — український радянський дитячий музичний двосерійний художній телефільм 1985 року режисера Георгія Юнгвальд-Хількевича за однойменною повістю Сергія Абрамова. Виробництво Одеської кіностудії.

## Сюжет
Хлопчик Алік Радуга — володар неабиякої уяви, мрійник, що складає вірші та пісні. Він приділяє багато часу літературі, але з фізкультури в нього результати погані.
Одного разу силою своєї уяви він звільняє з полону чарівницю Сирену і вона в подяку за це виконує одне його бажання: тепер Алік може краще за всіх стрибати у висоту. Але за однієї умови — не може збрехати жодного слова…

## У ролях
- Діма Мар'янов — Алік Радуга (озвучує Дмитро Харатьян, співає Володимир Пресняков-мол.)
- Катя Парфьонова —  Даша  (співає Віка Врадій)
- Юрій Куклачов —  Іван Іванович  (озвучує Михайло Кононов)
- Ольга Машная —  Ірина Михайлівна, вчителька фізкультури  (озвучує Ольга Громова)
- Галина Польських —  Олександра Іллівна, тренер
- Тетяна Басова —  Світлана Михайлівна, вчителька історії  (озвучує Інга Третьякова, співає Алла Пугачова)
- Анатолій Красник —  Борщов
- Юрій Хорошилов —  Фокін
- Михайло Боярський —  батько Аліка Радуги
- Олена Амінова —  мати Аліка
- Райт Озолс —  Пащенко Валерій
- Юрій Рудченко —  виконроб
- Олена Попова —  Оленка

## Творча група
- Сценарій: Сергій Абрамов
- Режисер: Георгій Юнгвальд-Хількевич
- Оператор: Аркадій Повзнер
- Композитор: Юрій Чернавський